# 18 серпня
18 серпня  — 230-й день року (231-й у високосні роки) у григоріанському календарі. До кінця року залишається 135 днів.

## Свята та пам'ятні дні

### Національні
- Австралія: День ветеранів В'єтнаму. (День Лонгтан)
- Болгарія: Свято Святого Івана Рильського.
- Індонезія: День Конституції.
- Північна Македонія: День збройних сил.
- Пакистан: День посадки дерев.
- Азербайджан,  Казахстан: День прикордонника.
- Таїланд: Національний день науки.
- Гондурас: День Вудвудка.

### Релігійні
Православ'я:
- Мучеників Флора і Лавра.
- Мучеників Єрма, Серапіона і Полієна.
- Священномученика Еміліана, єпископа, і з ним Іларіона, Діонісія і Єрмипа.
- Святителів Іоана та Георгія, патріархів Константинопольських.
- Преподобного Макарія, ігумена Пелікитського.
- Преподобного Іоана Рильського.

## Іменини
- Православні: Флор, Лавр, Іван, Георгій, Макарій[1]
- Католицькі: Агапит, Флор, Лавр, Ярослава

## Події
- 293 до н. е. — засновано найдавніший (із відомих) римський храм на честь богині Венери.
- 1201 — засновано місто Рига (Латвія).
- 1649 — Богдан Хмельницький підписав з королем Речі Посполитої Яном ІІ Казимиром Зборівський мирний договір, за яким Військо Запорізьке на території 3 воєводств (Київського, Брацлавського та Чернігівського) отримувало автономію, а козацький реєстр було встановлено в розмірі 40 тисяч осіб.
- 1743 — Джек Бротон сформулював правила боксу.
- 1786 — засновано Рейк'явік.
- 1826 — шотландський дослідник Александр Гордон Ленг першим із європейців досягнув стародавнього міста Томбукту на березі Нігера.
- 1868 — досліджуючи сонячний спектр, французький астроном П'єр Жансен виявив новий елемент — гелій.
- 1920 — ратифіковано 19-у поправку до конституції США, яка надала право голосувати жінкам.
- 1941 — працівники НКВС підірвали Дніпровську ГЕС, що спричинило смерть близько 100 тисяч[2] мешканців берегової зони та червоноармійців.
- 1941 — НКВС почав депортацію етнічних німців із Кримської АРСР до Казахської РСР.
- 1962 — Рінго Старр вперше виступив як ударник групи «Бітлз».
- 1992 — засновано Почесну відзнаку Президента України, першу нагороду незалежної України (з 1996 — орден «За заслуги»).
- 2006 — у Києві почався IV Всесвітній форум українців.
- 2018 — відкрилися 18-ті Азійські ігри в Джакарті і Палембангу (Індонезія).
- 2025 — саміт по Україні в Вашингтоні - зустріч президентів США і України за участю голів Євросоюзу, НАТО та лідерів провідних європейських держав

## Народились

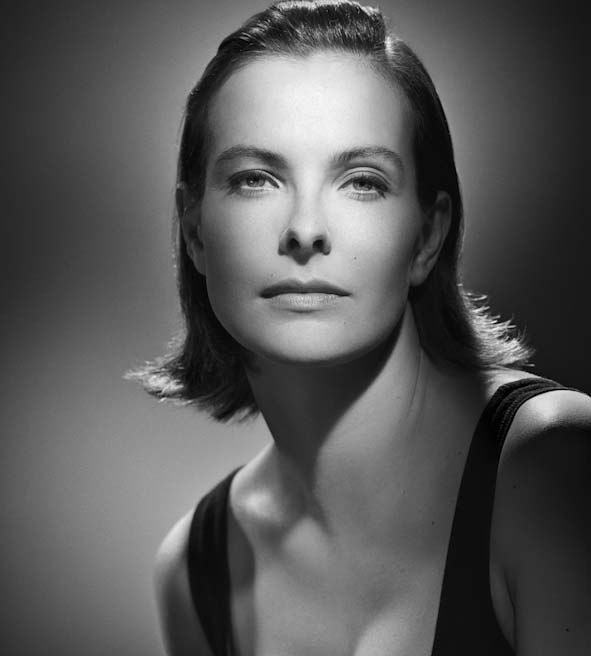
Кароль Буке

Дивись також Категорія:Народились 18 серпня
- 1414 — Джамі, таджицько-перський письменник, філософ, музикознавець. Джамі вважається завершителем класичного періоду поезії перською мовою
- 1750 — Антоніо Сальєрі, австрійський композитор, диригент і педагог італійського походження.
- 1824 — П'єр Мартен, французький металург.
- 1830 — Франц-Йозеф, Імператор Австро-Угорської Імперії.
- 1836 — Олександр Кониський, письменник, публіцист, педагог, громадський діяч.
- 1909 — Марсель Карне, французький кінорежисер.
- 1917 — Василь Бородай, народний художник України.
- 1922 — Ален Роб-Ґріє, французький письменник.
- 1925 — Браян Олдіс, англійський письменник.
- 1933 — Роман Полянський, франко-польський актор, режисер («Ніж у воді», «Гіркий Місяць», «Китайський квартал», «Макбет», «Дев'яті ворота»).
- 1933 — Бела Руденко, українська оперна співачка (лірико-колоратурне сопрано), солістка Великого театру (Москва).
- 1957 — Кароль Буке, французька актриса і модель, зіграла дівчину Бонда у фільмі «Тільки для ваших очей», лауреат премії «Сезар».
- 1957 — Сергій Маслобойщиков, український графік, сценограф, режисер театру і кіно.
- 1964 — Едуард Сон, казахський футболіст, чемпіон і володар Кубка СРСР у складі дніпропетровського «Дніпра».
- 1965 — Ігор Момот, генерал-майор Державної прикордонної служби України. Герой України.
- 1969 — Сергій Заєць, український футболіст, чемпіон СРСР, чемпіон Європи серед юнаків і молоді.
- 1977 — Андрій Дериземля, український біатлоніст, перший в українській історії призер чемпіонату світу з біатлону.
- 1984 — Георгій Анцухелідзе, військовослужбовець збройних сил Грузії, учасник російсько-грузинської війни 2008 року. Національний герой Грузії.
- 1990 — Алекс Чоу, активіст і політик у Гонконзі.

## Померли

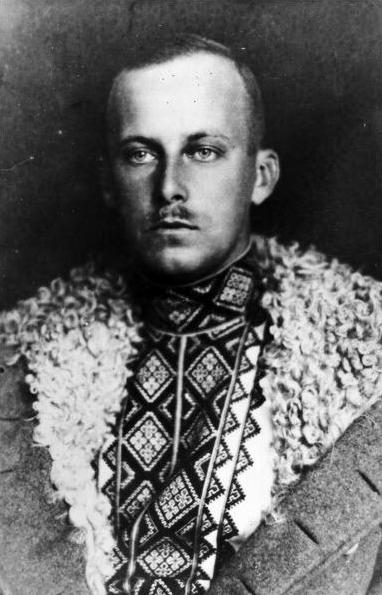
Василь Вишиваний

Дивись також Категорія:Померли 18 серпня
- 946 — Святий Іван Рильський, покровитель болгар.
- 1638 — Ансальдо Джованні Андреа, італійський живописець.
- 1850 — Оноре де Бальзак, французький письменник, класик світової літератури.
- 1896 — Ріхард Авенаріус, німецько-швейцарський філософ, професор Цюрихського університету, засновник емпіріокритицизму.
- 1948 — Василь Вишиваний, український військовий діяч, політик, австрійський ерцгерцог династії Габсбургів
- 1955 — Фернан Леже, французький художник, скульптор, графік, кераміст, один з піонерів кубізму, прихильник «естетики машинних форм» і «механічного мистецтва».
- 1981 — Аніта Лус, американська сценаристка, письменниця, акторка, телепродюсерка.
- 1997 — Марія Примаченко, українська народна художниця, представниця «наївного мистецтва»; лауреат Національної премії України ім. Т. Г. Шевченка. Заслужений діяч мистецтв УРСР з 1970, народна художниця України
- 2007 — Віктор Прокопенко, український футболіст, футбольний тренер
- 2009 — Кім Де Чжун, президент Республіки Корея (1997—2003), лауреат Нобелівської премії миру.
- 2009 — Гільдегард Беренс, німецька оперна співачка, одна з найкращих вагнерівських сопрано.
- 2010 — Нікола Кабіббо, італійський фізик.

## Святкування
- Церква вшановує пам'ять Святого Івана Рильського, найзнаменитішого святого Болгарії